# Roland D.II
Die Roland D.II war ein deutsches Jagdflugzeug im Ersten Weltkrieg.

## Entwicklung und Produktion
Die D.II war die Weiterentwicklung von den Ingenieuren Tantzen und Hoffmann der Luftfahrzeug-Gesellschaft m.b.H. (Roland) in Stadt Charlottenburg konstruierten Roland D.I. Wegen ihrer aerodynamischen Formgebung erhielten diese Jagdflugzeuge die Bezeichnung Haifisch.
Der Erstflug der Roland D.II fand im Oktober 1916 statt.
Die Flugzeuge wurden mit
- Mercedes-D-III-Motor als Roland D.II
- und mit Opel-Argus-As-III-Motor als Roland D.IIa

geliefert.
Da die Produktionsstätte der L.F.G. in Adlershof durch einen Brand zerstört worden war, griff man auf die Pfalz Flugzeugwerke in Speyer zurück, die unter Leitung des Konstrukteurs Roever die Lizenzfertigung übernahmen. Nach Wiederaufnahme der Fertigung in Charlottenburg produzierte Roland zusammen mit seinem Lizenzhersteller etwa 300 Flugzeuge für die deutschen Luftstreitkräfte.

## Einsatz
Die stärker bewaffnete und motorisierte Roland D.II war zwar ein Fortschritt gegenüber der nur mit einem MG ausgerüsteten D.I, stand aber im Schatten der erfolgreichen Albatros-Jagdflugzeuge, weshalb sie an weniger umkämpften Gebieten der Westfront sowie an der Ostfront und in Mazedonien eingesetzt wurde. Da die Maschinengewehre vorn im Rumpf eingebaut waren, hatte der Pilot im Gefecht Schwierigkeiten, Ladehemmungen zu beseitigen. Aufgrund der schlechten Sichtverhältnisse nach vorn/unten und der schwergängigen Steuerung war das Flugzeug bei den Piloten nicht sehr beliebt.
Neben der königlich-bulgarischen Fliegertruppe setzten folgende Verbände der deutschen Luftstreitkräfte Roland D.II/D.IIa ein:
- Jasta 15
- Jasta 25
- Jasta 27
- Jasta 31
- Jasta 32
- Fl. Abt. 21
- Fl. Abt. 220
- FEA 9

## Weiterentwicklung
Für die Kaiserliche Marine baute L.F.G. eine Roland D.II mit Doppelschwimmern zum Wasserflugzeug um, das unter der Bezeichnung L.F.G. Roland WD am 29. Juni 1917 seinen Erstflug absolvierte.
Nachfolgemodell der D.II und letzte Version der „Haifisch“-Serie war die L.F.G. Roland D.III.

## Technische Daten
| Kenngröße                                 | Roland D.II                     | Roland D.IIa                  | Roland WD                       |
| ----------------------------------------- | ------------------------------- | ----------------------------- | ------------------------------- |
| Stückzahl                                 | 50 (LFG) + 100 (Pfalz)          | 50 (LFG) + 100 (Pfalz)        | 1                               |
| Besatzung                                 | 1                               | 1                             | 1                               |
| Länge                                     | 6,93 m                          | 6,93 m                        | 9,90 m                          |
| Spannweite                                | 8,94 m                          | 8,94 m                        | 10,10 m                         |
| Spannweite (untere Tragfläche)            | 8,50 m                          | 8,50 m                        |                                 |
| Höhe                                      | 3,11 m                          | 2,95 m                        | 3,20 m                          |
| Flügelfläche                              | 22,8 m²                         | 22,0 m²                       | 29,9 m²                         |
| Leermasse                                 | 715 kg                          | 635 kg                        | 635 kg                          |
| Startmasse                                | 925 kg                          | 868 kg                        | 1148 kg                         |
| wassergekühlter Sechszylinder-Reihenmotor | Mercedes D III; 160 PS (118 kW) | Argus As III; 180 PS (132 kW) | Mercedes D III; 160 PS (118 kW) |
| Höchstgeschwindigkeit                     | 169 km/h                        | 181 km/h                      | 118 km/h                        |
| Steigzeit auf 3000 m                      | 14 min                          |                               |                                 |
| Steigzeit auf 4000 m                      | 23 min                          |                               |                                 |
| Steigzeit auf 5000 m                      | 27 min                          | 20 min                        |                                 |
| Dienstgipfelhöhe                          | 5200 m                          | 5800 m                        |                                 |
| Reichweite                                | 300 km                          |                               |                                 |
| Flugdauer                                 |                                 |                               |                                 |
| Bewaffnung                                | zwei MG 08/15                   | zwei MG                       | zwei MG                         |

Die Roland D.II im Leistungsvergleich (ca. Frühjahr 1917)
| Name           | Motorleistung | Höchstgeschwindigkeit | Startmasse | Anzahl MG | Gipfelhöhe |
| -------------- | ------------- | --------------------- | ---------- | --------- | ---------- |
| Roland D.II    | 160 PS        | 169 km/h              | 925 kg     | 2         | 5200 m     |
| Roland D.IIa   | 180 PS        | 181 km/h              | 845 kg     | 2         | 5800 m     |
| Roland D.I     | 160 PS        | 165 km/h              | 932 kg     | 1         | 5000 m     |
| Sopwith Pup    | 100 PS        | 171 km/h              | 556 kg     | 1         | 5600 m     |
| Nieuport 17    | 110 PS        | 164 km/h              | 560 kg     | 1         | 5350 m     |
| SPAD S.VII     | 180 PS        | 180 km/h              | 755 kg     | 1         | 5485 m     |
| Albatros D.III | 160 PS        | 165 km/h              | 888 kg     | 2         | 5500 m     |